# مدرسه طلایی
مدرسه طلایی (ارمنی: Ոսկե Դպրոց Voske Dprots؛ مدرسه طلایی (انگلیسی: Golden School) یک مجموعه تلویزیونی کمدی موقعیت ارمنستانی 	۲۵–۳۵ دقیقه‌ای محصول سال ۲۰۱۷ کشور ارمنستان به کارگردانی واچه توماسیان، تهیه‌کنندگی واچه توماسیان  می‌باشد. این مجموعه از روز ۱۷ اکتبر ۲۰۱۷ از آرمنیا تی‌وی شروع به نمایش درآمد. این مجموعه در روزهای سه شنبه و پنجشنبه ساعت ۲۱:۰۰ شب پخش می‌شد.. بیشتر داستان این مجموعه در ایروان در ارمنستان اتفاق می‌افتد.

## خلاصه داستان
یک سارق (روبرت توماسیان) در حالی که از دست پلیس فرار می‌کند، طلاهای سرقتی را در یک کارگاه ساختمانی پنهان می‌کند. پنج سال بعد، وقتی بالاخره از زندان آزاد می‌شود، متوجه می‌شود که مدرسه‌ای در بالای محل دفن طلاها ساخته شده است. وی برای یافتن طلاها، معلم مدرسه می‌شود. با این وجود وی دلباخته یک معلم زبان انگلیسی می‌شود و جریان این مجموعه به کلی تغییر می‌کند.

## بازیگران
- واچه توماسیان[ب]  - در نقش روبرت توماسیان، معلم تاریخ ارمنستان
- سرگئی سارگسیان[پ]  - در نقش سیراک مناتساکانیان، معلم ریاضی
- آنا گریگوریان[ت]  - در نقش لوسینه یسائیان، معلم زبان انگلیسی
- لالا مناتساکانیان[ث]  - در نقش کاراپتیان، معاون مدیر مدرسه
- واهه پطروسیان[ج]  - در نقش آندو، بهترین دوست روبرت
- گئورگ دودوزیان[چ]  - در نقش ژورا، نگهبان مدرسه
- آلا وارطانیان[ح]  - در نقش س. هاکوبیان، مدیر مدرسه
- آشوت ملویان[خ]  - در نقش مه‌نوآ ترتاتیان، معلم جغرافی
- لیانا هاکوبیان[د]  - در نقش الیا آنانیان، معلم زبان ارمنی
- ایلونا نوربکیان[ذ]
- هایک مورادیان[ر]
- گش هاکوبیان[ز]
- آرمینا زارخارووا[ژ]
- مهر مخیتاریان[س]
- واهه بگلاریان[ش]
- اوا ظهرابیان[ص]
- آرمن بالابانیان[ض]
- هوهانس سارگسیان[ط]

## یادداشت
1. ↑  Yerevan Productions
2. ↑  Vache Tovmasyan
3. ↑  Sergey Sargsyan
4. ↑  Anna Grigoryan
5. ↑  Lala Mnacakanyan
6. ↑  Vahe Petrosyan
7. ↑  Gevorg Dodozyan
8. ↑  Alla Vardanyan
9. ↑  Ashot Meloyan
10. ↑  Liana Hakobyan
11. ↑  Ilona Nurbekyan
12. ↑  Hayk Muradyan
13. ↑  Gosh Hakobyan
14. ↑  Ermina Zaxarova
15. ↑  Mher Mkhitaryan
16. ↑  Vahe Beglaryan
17. ↑  Eva Zohrabyan
18. ↑  Armen Balabanyan
19. ↑  Hovhannes Sargsyan